# Falus Elek
Falus Elek, születési és 1903-ig használt nevén Friedmann Elek (Orosháza, 1883. december 26. – Budapest, 1950. május 17.) grafikus, iparművész, színházi díszlettervező, építész. A magyar könyvillusztrátorok egyik jeles képviselője.

## Életpályája
Budapesten a Mintarajziskolában tanult, nyaranként a nagybányai művésztelepen festett, majd Zemplényi Tivadarnál dolgozott a szolnoki művésztelepen. Itthon 1904-től szerepelt szecessziós stílusú műveivel  kiállításokon. Tapasztalatszerzésre Münchenbe, Londonba is kijutott, Londonban iparművész-tervezőként és illusztrátorként működött. Később Berlinben lakásberendezéseket  tervezett. Itthon művészi könyvborítóival, plakátjaival keltett feltűnést, sikerrel alkalmazott magyar népies motívumokat.
1909-től Falus illusztrálta a Nyugatot és a Nyugat-könyveket. Iványi-Grünwald Béla vezetésével ő is a többi nagybányai neóssal együtt megalapította a Kecskeméti művésztelepet (1909-), ő lett ott a szőnyegszövő műhely vezetője. Később belső építkezéssel, enteriőrök (Belvárosi Színház nézőtere) és pavilonok tervezésével foglalkozott. A Vígszínház előadásaihoz tervezett díszleteket, például Lengyel Menyhért: Tájfun, Molnár Ferenc: A testőr c. előadásaihoz . Kerámiái és szőnyegtervei sikeresek voltak, kedvelt épületdíszítő és lakberendező volt nagypolgári körökben.

## Művei (válogatás)
- Kiss József: Levelek hullása : versek; Falus Elek rajzaival. Budapest. : Singer és Wolfner, 1908.
- Lengyel Menyhért:Taifun : [dráma négy felvonásban]; ill. Falus Elek. Budapest : Nyugat, 1909.
- Pólya Tibor emlékkiállítása / a Szinyei Merse Pál Társaság megbízásából rend. Falus Elek, Herman Lipót, Zádor István. Budapest, 1938.

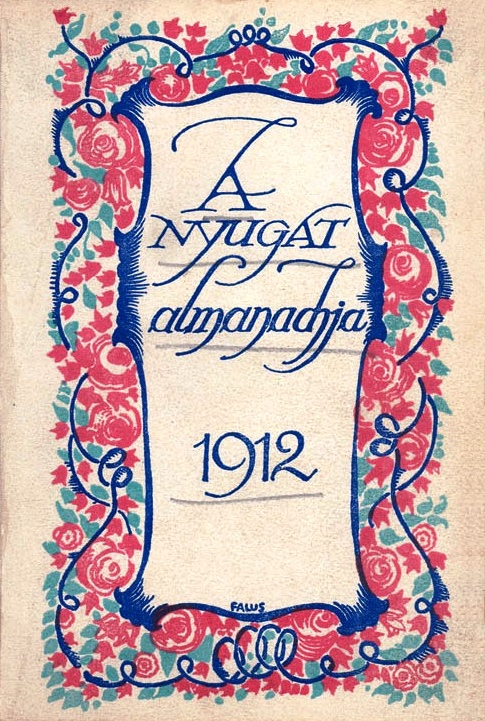
Falus Elek munkája: A Nyugat almanachja 1912 (borító)
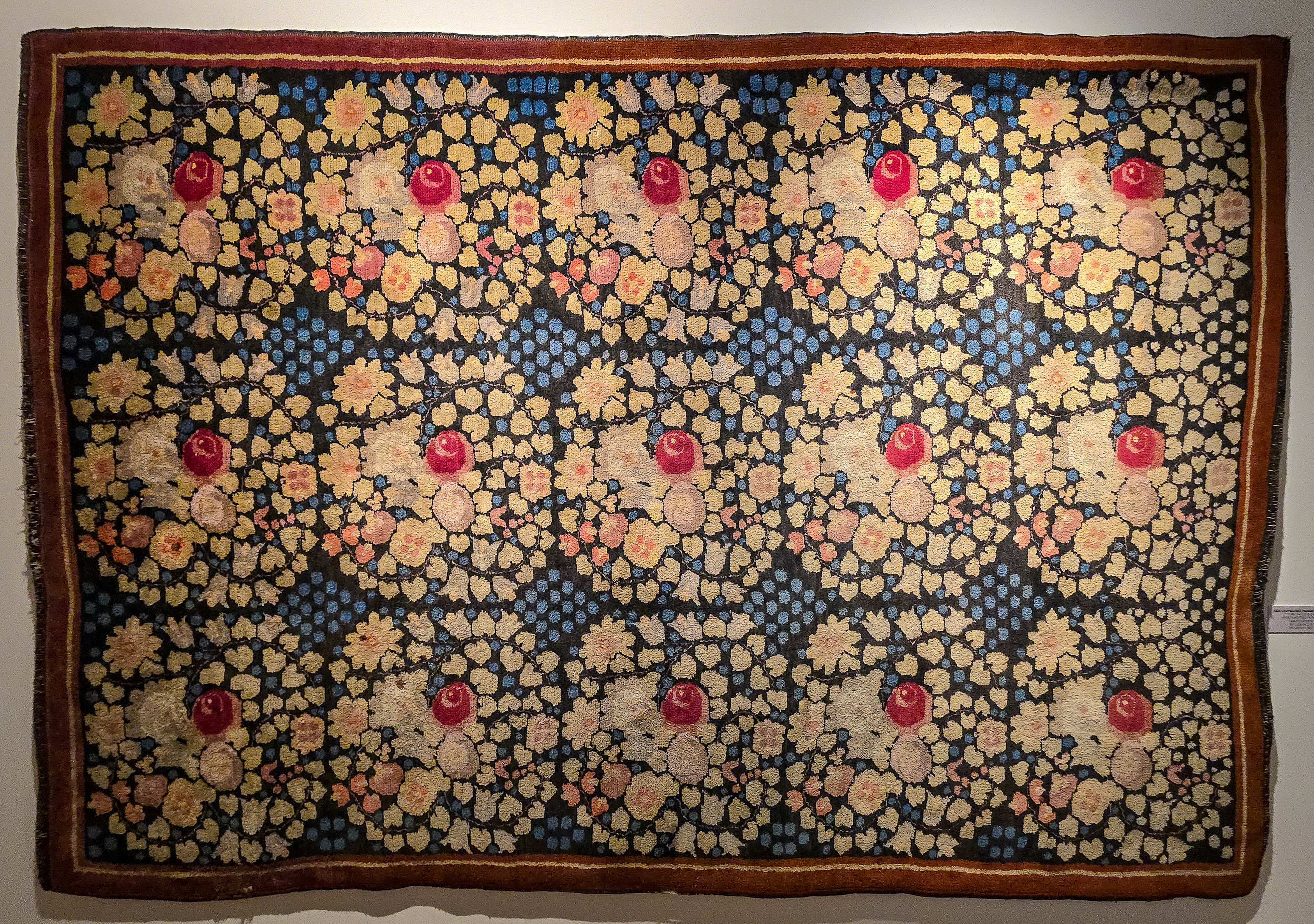
Kézi csomózású perzsaszőnyeg, tervezte Falus Elek
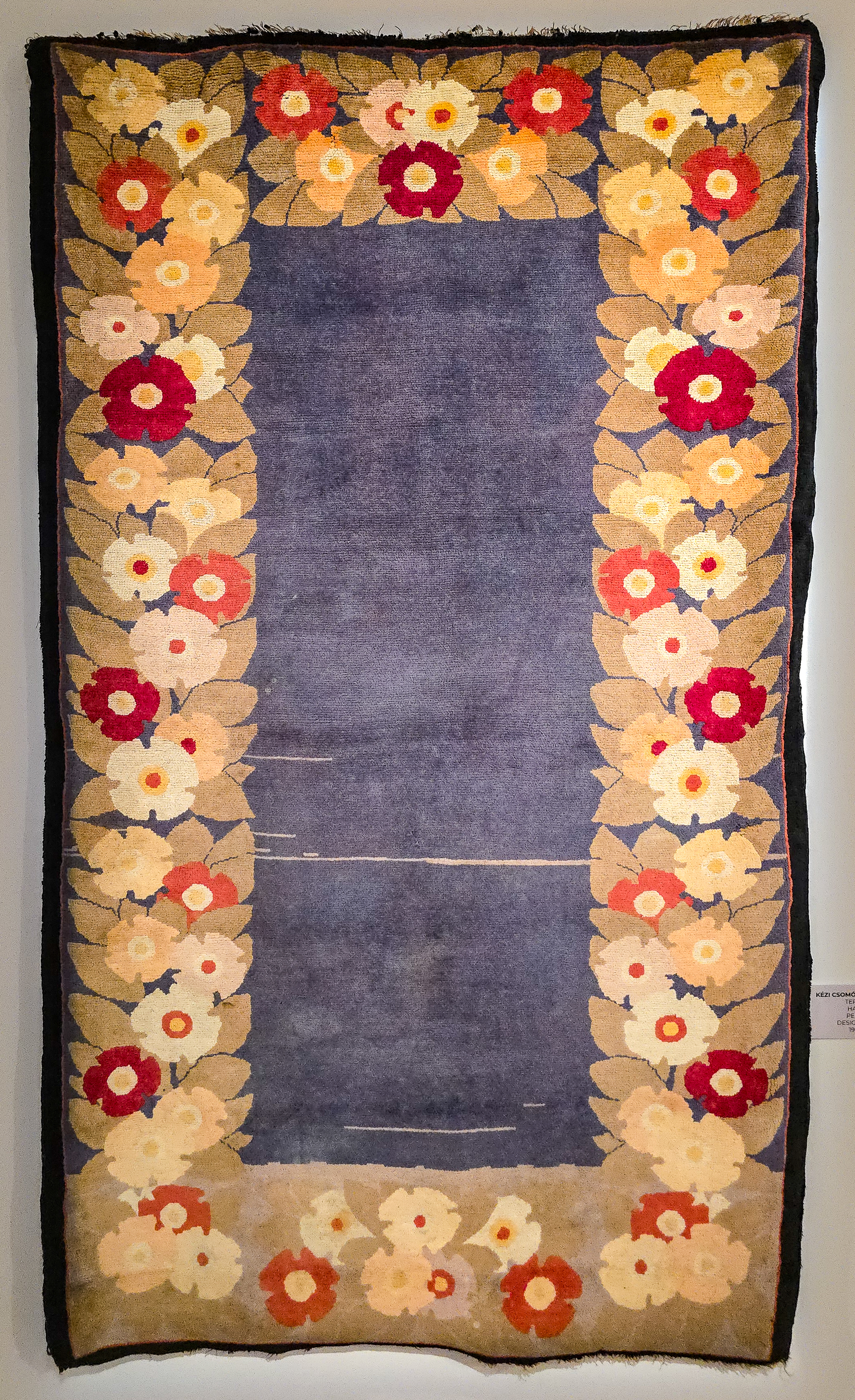
Kézi csomózású perzsaszőnyeg, tervezte Falus Elek

## Társasági tagság
- Szinyei Merse Pál Társaság (egyik alapító tagja)

## Építészi munkássága
Falus építészettel is foglalkozott, néhány ház tervezése fűződik a nevéhez. Ismert épületei:
- 1909–1912: Tivoli Színház, Budapest, Nagymező u. 8.[3]
- 1916: Modern Színpad (ma: Katona József Színház), Budapest, Petőfi Sándor utca 6. (Herquet Rezsővel közösen)[4]
- 1917: Budapest Bábszínház átépítése, Budapest, Andrássy út 69. (Herquet Rezsővel közösen, az épületet tervezte: Láng Adolf)[5]
- 1935: Goldberger-gyár kiállítási pavilonja, Budapest, Óbudai-sziget (Staudhammer Károllyal közösen)[6]
- 1943: mór stílusú villa, Leányfalu[7]